# Francisco Rodríguez Pusat
Francisco Rodríguez y Pusat (1767-1840) fue un pintor español, el cual fungió como director de la Escuela de la Lonja de 1808 a 1814.

## Biografía
Nacido en Barcelona en 1767. Realizó sus estudios en la Escuela de la Lonja, convirtiéndose en docente del mismo en 1787. Obtuvo una pensión de la Junta de Comercio gracias a su obra mitológica "Penteo es asesinado en la fiesta de Baco" (nombrada en catálogos antiguos "El Triunfo de Baco"), lo que le permitió viajar a Roma entre 1790 y 1795. Su negativa a jurar fidelidad a José I durante la ocupación francesa provocó que se le separara de la docencia de 1808-1814. La Academia de San Luis de Zaragoza le había nombrado individuo de mérito el 18 de abril de 1819, en vista de un lienzo de la Muerte de Abel, que había presentado a dicha corporación. Regresó como director de la Escuela de la Lonja de 1821 a 1840, etapa en la que tuvo que encabezar las tareas de salvamento de las obras de arte dañadas durante la quema de conventos de 1835. Falleció el 15 de abril de 1840 en Barcelona a los 72/73 años. 
Su carrera artística se ha  destacado su labor como retratista, no así sus mediocres pinturas de temática religiosa.

## Obra
Quedan algunas obras, copias de pinturas clásicas y retratos. Entre el acervo de la Academia de Bellas Artes de San Jorge sobresale su magnífico Autorretrato (1805), así como los retratos de los intendentes Francisco Oteiza (1816), Juan Bautista de Erro y Azpiroz (c.1820), Vicente de Frígola (1825), Domingo María de Barrafón y Viñals (1830) y Pedro de Alcántara Díaz de Labandero (c.1833), las pinturas de Penteo es asesinado en la fiesta de Baco (1789) y San Juan del Desierto (a.1833), así como las copias de La Visión de San Bernardo (1814) de Placido Costanzi, La expulsión de Heliodoro del templo (1721?) de Rafael Sanzio y La Magdalena Pentiente (1791?) de Annibale Carracci. 
El Museo de Arte de Sabadell conserva los retratos Pau Casades, escrivà del rei Ferran VII y Una brodadora (ambos de 1797), la Biblioteca Paul-Marmottan (Francia) exhibe el Retrato de José de Ansa (S/F), el Deposito de la Generalitat de Catalunya de la Colección Nacional de Arte conserva el dibujo Dalila cortando el pelo de Sansón (c.1800) y en el Pabellón 2: "El Hombre y el Desierto" del Museo del Desierto de Saltillo (México) se encuentra exhibida la obra Conquistadore (S/F) la cual retrata a un conquistador español anónimo. Las obras Retrato de Anton Ravella y Ordóñez (1797) y Festival de Ceres y apedreamiento de un santo (S/F), así como los dibujos Jacob y Raquel en el pozo/Sansón derribando el templo de Dagón (S/F), Sansón ayuda a los filisteos en el sitio de Dam/Fernando El Católico recibe las llaves de Granada (S/F) y Céfalo y Procris/Esaú vende a Jacob su primogenitura por un plato de lentejas (S/F) se encuentran en manos privadas. 
Manuel Ossorio y Bernard (1883-1884) mencionó que el Museo provincial de Barcelona se conservaban de su mano las siguientes obras: San Sebastián y Agar despedida por Abraham (copias de Guercino), La Virgen y San Bernardo (copia de Maratta), La Magdalena (copia de A. Caracci), San Juan Bautista, Sacrificio de Gedeon, Heliodoro arrojado del templo, y los retratos de los intendentes Francisco Oteiza, José de Ansa, Juan Bautista del Erro, Domingo M. Barrajen (Domingo María de Barrafón y Viñals), Pedro Díaz de Labandero y Vicente de Frígola, De estas únicamente la obra de Abraham echa de casa a Agar (S/N) de Guercino permanece desaparecida.

## Galería

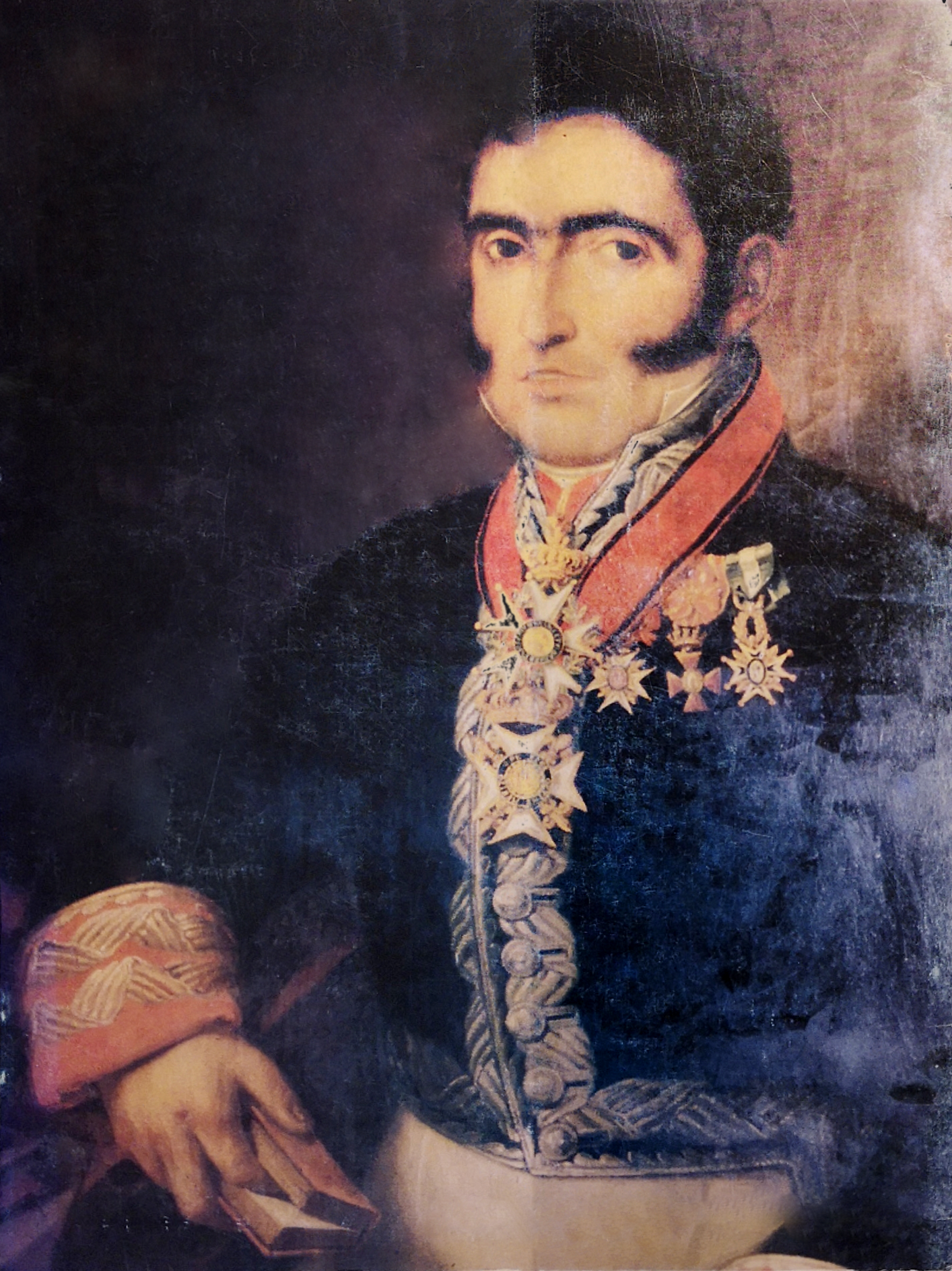
Retrato de Domingo María de Barrafón y Viñals (Academia de Bellas Artes de San Jorge, Barcelona, España).
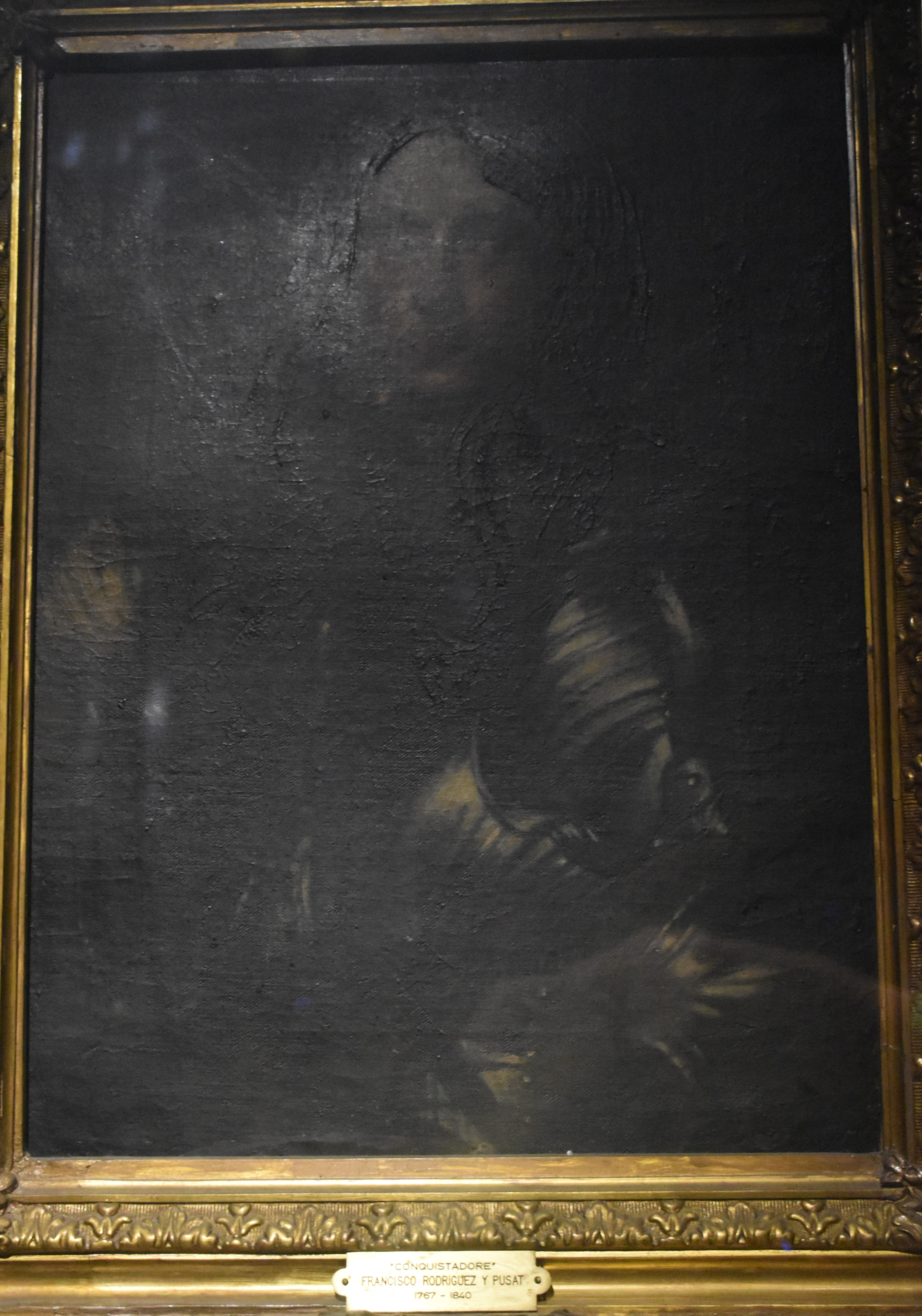
Conquistadore (Museo del Desierto, Saltillo, México).